# Chaufferie avancée prototype
 (mars 2024).
Si vous disposez d'ouvrages ou d'articles de référence ou si vous connaissez des sites web de qualité traitant du thème abordé ici, merci de compléter l'article en donnant les références utiles à sa vérifiabilité et en les liant à la section « Notes et références ».
Pour les articles homonymes, voir CAP.
La Chaufferie avancée prototype (CAP) - parfois aussi dénommée Chaudière avancée prototype - est un réacteur nucléaire de recherche à eau pressurisée localisé à Cadarache.

## Historique
Le projet de prototype CAP est lancé en 1970, elle diverge pour la première fois en novembre 1974, pour être mise en service en 1975. Le prototype CAP prend le relais du prototype à terre (PAT) et permet de valider un nouveau concept de réacteurs nucléaires plus compacts - modèle K48 - destinés aux sous-marins nucléaires d'attaque de la Classe Rubis.
La CAP est définitivement arrêté en 1987. Après évolution la CAP devient RNG pour Réacteur de nouvelle génération, modèle proche du réacteur K15 qui équipe les sous-marins nucléaires lanceurs d'engins de la Classe Le Triomphant et le Porte-avions Charles de Gaulle.

## Caractéristiques
La particularité essentielle de la CAP est que « le générateur de vapeur se trouve directement au-dessus du cœur du réacteur ; ce qui permet d’améliorer la discrétion acoustique et d’alléger considérablement le poids puisque les circuits existants entre le cœur et le générateur sont supprimés ».
La CAP sert aussi à l'expérimentation d'assemblages de combustible MOX (mélange d'uranium et de plutonium) par le CEA.